# Gianroberto Casaleggio
Gianroberto Casaleggio (Milano, 14 agosto 1954 – Milano, 12 aprile 2016) è stato un imprenditore e politico italiano, fondatore con Beppe Grillo del partito politico Movimento 5 Stelle, di cui era definito guru; fu anche socio fondatore e presidente della Casaleggio Associati s.r.l., società informatica ed editoriale che si occupa di consulenze in materia di strategie di rete e curava i blog di Beppe Grillo e di Antonio Di Pietro.

## Biografia
Figlio di un interprete di lingua russa, comincia la sua carriera come progettista di software di base presso l'Olivetti di Ivrea per conto di una software house, la General System di Milano. A 20 anni sposa l'inglese Elizabeth Clare Birks, che si occupava della traduzione di manuali tecnici presso la stessa Olivetti. Nel 1976 hanno un figlio, Davide. La loro separazione avviene negli anni novanta. Nel maggio 2014 sposa in seconde nozze Elena Sabina Del Monego, ex dipendente di Webegg, con la quale ha il secondogenito, Francesco.
Casaleggio ha ricoperto il ruolo di amministratore delegato della Webegg S.p.A., un «gruppo multidisciplinare per la consulenza delle aziende e della pubblica amministrazione in rete» «che ha come obiettivo il posizionamento delle aziende in rete». Webegg era nata come joint venture tra Finsiel e Olivetti, ma nel giugno 2002 quest'ultima ha ceduto la propria quota e il 59,8% del controllo è passato a I.T. Telecom Spa, a sua volta controllata al 100% da Telecom Italia. Due anni prima Telecom Italia aveva anche dato vita a Netikos Spa, in cui Casaleggio faceva parte del consiglio di amministrazione assieme a Michele Colaninno, secondogenito di Roberto. Nel 2003 Casaleggio viene sollevato dalla carica di amministratore delegato dagli azionisti Webegg «non condividendone la politica commerciale e gestionale attuata». Al suo posto subentra Giuseppe Longo, ex amministratore delegato di TeleAp, società acquisita in precedenza dal Gruppo Webegg. Tuttavia Casaleggio continua a ricoprire incarichi societari in controllate di Telecom Italia: Telemedia Applicazioni e Software Factory.
Nel 2004 Casaleggio si candida alle elezioni nel comune in cui risiede, Settimo Vittone, con la lista civica Per Settimo guidata da Vito Groccia; ottiene sei voti e la sua lista risulta terza su tre contendenti. Secondo Panorama, Groccia era vicino a Forza Italia. Casaleggio ha successivamente replicato, in polemica con il periodico, che la lista civica non era legata a nessun partito. Sempre nel 2004, fonda la Casaleggio Associati s.r.l. assieme ad altri ex dirigenti Webegg, tra cui Enrico Sassoon, fondatore di una società di consulenza partner di Bipop Carire, Hewlett-Packard, Italcementi, Montedison e Philip Morris. Nello stesso anno Casaleggio è anche partner della BTM Corporation (Business Technology Management Corporation), colosso tecnologico americano che ha tra i propri clienti JPMorgan Chase, PepsiCo, Marriott Hotel, American Financial Group, BNP Paribas, IBM, Best Western.
Dal 2005 cura, insieme al figlio Davide, il blog di Beppe Grillo; inoltre è stato editore di alcuni libri di Grillo. Fino al 2010 si è occupato anche del blog di Antonio Di Pietro, dell'isola su Second Life dell'Italia dei Valori e del sito dell'editore Chiarelettere, con cui la collaborazione si interrompe nel 2013. A partire dal 2006 la sua azienda svolge studi e ricerche sull'e-commerce in Italia, che presenta in un convegno tenuto ogni anno a Milano in primavera. Tra il 2007 e il 2008 ricopre gratuitamente l'incarico di consigliere del Ministro delle Infrastrutture Antonio Di Pietro per lo studio delle attività inerenti alla comunicazione istituzionale nel governo Prodi II. Nel 2007 la Casaleggio Associati pubblica il video Prometeus - La Rivoluzione dei media, tradotto in diverse lingue. Il video viene ripreso da organi di informazione del settore come Wired e ReadWrite. Nel 2008 viene divulgato il filmato promozionale Gaia: il futuro della politica, in cui l'utilizzo del blog beppegrillo.it per l'organizzazione della manifestazione V-Day nel 2007 viene accostato all'uso di vari altri mezzi di comunicazione nel corso della storia, dalle strade dell'Impero romano all'uso del web da parte di Barack Obama nelle elezioni statunitensi del 2008.
Nella seconda parte del filmato vengono presentati ipotetici eventi futuri, sempre in relazione al potere delle reti di individui. Nello specifico, nel video si preconizza l'avvento nel 2054 di un supergoverno planetario retto da un sistema di democrazia diretta e privo di partiti politici. Prima della realizzazione di questo esito ultimo l'umanità dovrà affrontare una terribile guerra mondiale tra le democrazie dell'Occidente e le tirannie asiatiche. Il video è tuttora disponibile su YouTube nell'account ufficiale di Casaleggio e Associati. Sia di Prometeus sia di Gaia Casaleggio parla come di "un gioco".
Nel giugno del 2012 ha avuto un incontro privato con Michael Slaby, il guru della campagna elettorale di Obama, per parlare di internet e di come esso possa essere un elemento di democrazia diretta. Da gennaio 2013 presso la sede della sua società è presente una web TV ufficiale del movimento, chiamata La Cosa. Insieme a Dario Fo e Beppe Grillo ha scritto Il Grillo canta sempre al tramonto - Dialogo sull'Italia e il Movimento 5 Stelle, pubblicato l'11 febbraio 2013. L'8 settembre 2013 ha partecipato al Forum Ambrosetti con l'intervento New media and the politics of the future.

### Malattia e morte
Dopo un'operazione per un tumore al cervello nel 2014, in seguito alla quale gli erano stati dati pochi mesi di vita, muore a Milano all'età di 61 anni il 12 aprile 2016, per le conseguenze di un ictus. I funerali si tengono due giorni dopo nella Chiesa di Santa Maria delle Grazie a Milano, alla presenza di numerose delegazioni politiche.

## Controversie
Il ruolo di Casaleggio nel Movimento 5 Stelle è stato oggetto di diverse controversie. Molto forti sono le critiche espresse da Giovanni Favia nel corso di un fuorionda televisivo nel maggio del 2012: l'allora esponente del movimento sostenne che nel M5S "la democrazia non esiste. Casaleggio è spietato e vendicativo, controlla tutto"; altre controversie hanno riguardato, invece, la gestione delle attività in rete del M5S: in particolare è stato criticato il meccanismo di partecipazione, espressione e verifica del voto alle primarie del movimento ("parlamentarie"). Successivamente Favia è stato condannato dal tribunale di Roma per aver diffamato Casaleggio .
Dal momento in cui il M5S ha ottenuto un rilevante numero di parlamentari (elezioni politiche del 24 e 25 febbraio 2013) si è posto anche il problema del conflitto di interessi tra il ruolo di leader di un influente movimento politico e il ruolo di imprenditore di primo piano nell'area della comunicazione in internet. Il conflitto di interessi riguarderebbe sia la possibilità di influenzare e indirizzare con strategie di mercato le scelte politiche degli utenti della rete, sia la vendita di prodotti editoriali attraverso il blog di Beppe Grillo, il cui url era presente nel simbolo del M5S, sia il rischio che qualcuno dei parlamentari M5S possa utilizzare i poteri di cui è stato investito per curare gli interessi della Casaleggio Associati.
Nel 2016 un'inchiesta di BuzzFeed News ha identificato nei siti di Casaleggio e Associati (in particolare TzeTze e La Fucina) e nel M5S i maggiori veicolatori di bufale e notizie false in rete. Il partito, a sua volta, ha replicato definendo l'inchiesta "una fake news". Dopo l'inchiesta, gli articoli proveniente dai siti della Casaleggio e Associati hanno smesso di essere segnalati dalla pagina Facebook di Beppe Grillo, trasformandosi in seguito in blog dedicati all'alimentazione con la disattivazione di alcuni profili sui social network.

## Opere
- Gianroberto Casaleggio, Movie Bullets. Cinema e management, Milano, Il Sole 24 Ore, 1998, ISBN 88-7187-899-X.
- Gianroberto Casaleggio, Il Web è morto, viva il Web, Milano, Pro Sources, 2001, ISBN 88-88464-00-X.
- Gianroberto Casaleggio, WebDixit. 1000 e più citazioni dalla Rete. Pensieri e parole per un'azienda creativa, Milano, Il Sole 24 ORE, 2003, ISBN 88-8363-500-0.
- Gianroberto Casaleggio, Web ergo sum, Milano, Sperling & Kupfer, 2004, ISBN 88-200-3822-6.
- Gianroberto Casaleggio e Beppe Grillo, Siamo in guerra. [La rete contro i partiti. Per una nuova politica], Milano, Chiarelettere, 2011, ISBN 978-88-6190-177-3.
- Gianroberto Casaleggio, Beppe Grillo e Dario Fo, Il Grillo canta sempre al tramonto. Dialogo sull'Italia e il Movimento 5 Stelle, Milano, Chiarelettere, 2013, ISBN 978-88-6190-429-3.
- Gianroberto Casaleggio, Insultatemi! Insulti (e risposte) dalla A alla V, Adagio eBook, 2013.
- Gianroberto Casaleggio e Fedez (introduzione), Veni vidi web, Adagio eBook, 2015.
- Davide Casaleggio; Gianroberto Casaleggio, La mappa dei potenti : [l'intreccio del potere finanziario in Italia], Reverse, Milano, Chiarelettere, 2012,  p. 200, ISBN 9788861903265, OCLC 794362121. Ospitato su archive.is.